# Fontana della Barcaccia

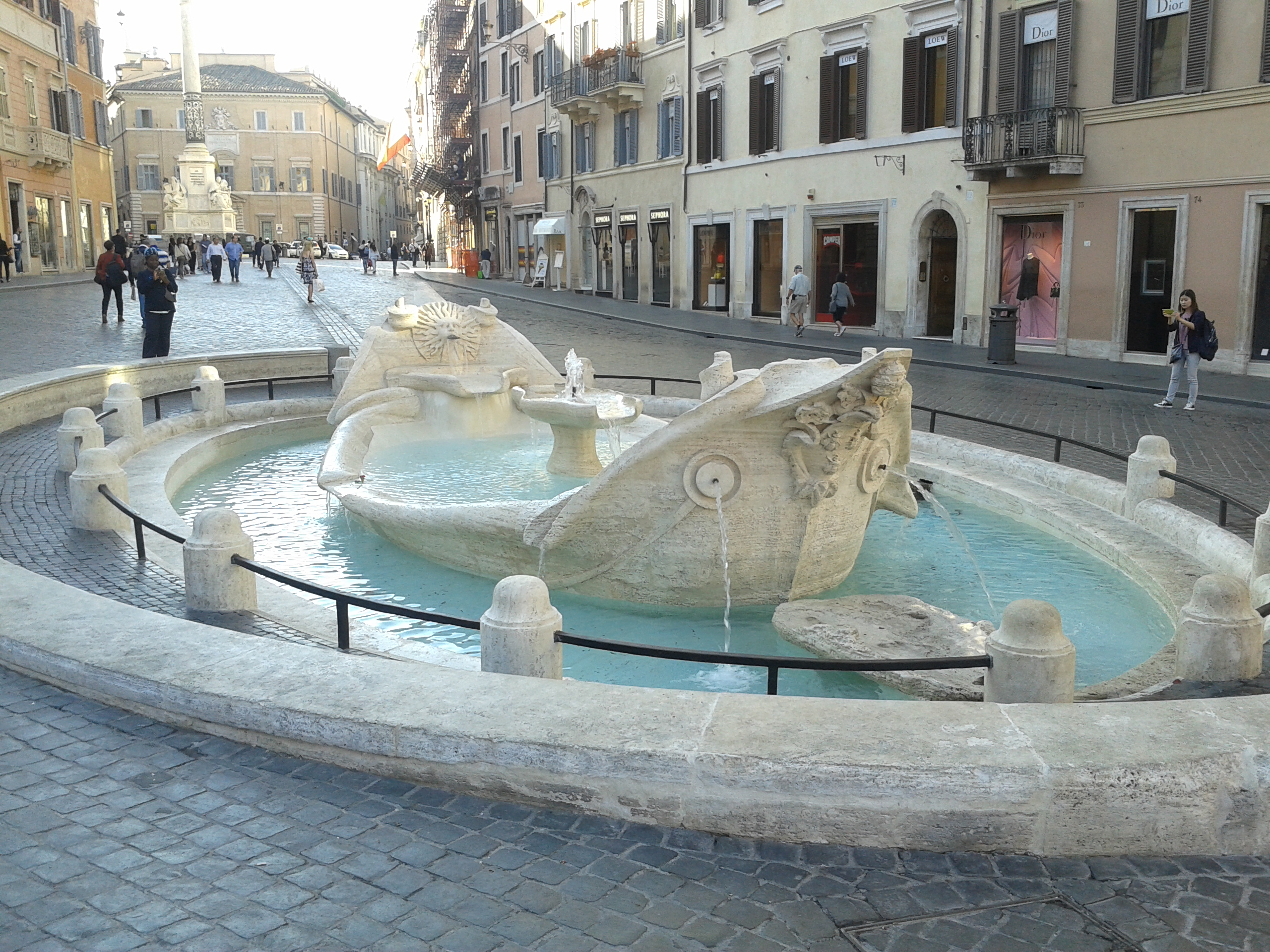
Fontana della Barcaccia

Die Fontana della Barcaccia (deutsch Barkassenbrunnen) ist ein Zierbrunnen auf der Piazza di Spagna vor der Spanischen Treppe in Rom. Er wurde 1626–1629 vom Bildhauer Pietro Bernini für Papst Urban VIII. geschaffen und gilt als Meisterwerk des Barock.

## Geschichte
Die Fontana della Barcaccia wurde in den Jahren 1626 bis 1629 von Pietro Bernini, dem Vater von Gian Lorenzo Bernini, im Auftrag des Papstes Urban VIII. (Maffeo Barberini) gebaut. Dabei wurden Bienen, das heraldische Symbol der Familie des Pontifex, und die Tiara, an den äußeren Enden des Bootes in die Gestaltung einbezogen. An dem Werk arbeiteten der Bildhauer Battista Bancozzi und möglicherweise auch Gian Lorenzo Bernini mit.
Der Name Barcaccia ist von der Form einer halbgeneigten Barkasse abgeleitet. Der Brunnen sollte an eine Hochwasserkatastrophe des Jahres 1598 erinnern, als der Platz überschwemmt und hier angeblich ein Boot gestrandet war. Als Material wurde Travertin verwandt. Gespeist wird der Brunnen von der Aqua Virgo. Wegen des zur Zeit der Erbauung schwachen Wasserdrucks wurde er leicht unter Straßenniveau angelegt.
Am 19. Februar 2015 wurde der Brunnen von Hooligans von Feyenoord Rotterdam bei Krawallen im Vorfeld des Europa-League-Spiels gegen den AS Rom schwer vandalisiert. Einige Beschädigungen wurden von der Denkmalbehörde als irreversibel bezeichnet.